# Stade de l'ULBRA
Le Stade de l'ULBRA (en portugais : Estádio da ULBRA), de son nom complet le Mini-stade de l'ULBRA (en portugais : Mini-estádio da ULBRA), est un stade de football brésilien situé à Japiim, quartier de la ville de Manaus, dans l'État de l'Amazonas.
Le stade, doté de 2 045 places et inauguré en 2014, sert d'enceinte à domicile à l'équipe de football du Nacional Fast Clube.
Le stade porte le nom de l'Universidade Luterana do Brasil (ULBRA), établissement d'enseignement supérieur chrétien privé.

## Histoire
La construction du stade est due au partenariat entre le Fast ULBRA et le Centre universitaire luthérien de Manaus (CEULM/ULBRA). L'université a mis à disposition une partie du terrain de son campus à Manaus pour des investissements en collaboration avec le club pour la construction d'un petit stade. Le projet dure environ 2 mois entre la conception et l'exécution et un mois de travaux jusqu'à l'inauguration, le 1er février 2014 (lors d'une victoire 6-2 en championnat de l'Amazonas des locaux du Fast ULBRA sur le Sul América EC).